# Alojz Tkáč
Alojz Tkáč (ur. 2 marca 1934 w Ohradzanach, zm. 23 maja 2023 w Koszycach) – słowacki duchowny, w latach 1990–1995 biskup diecezjalny, a w latach 1995–2010 arcybiskup metropolita koszycki.

## Życiorys
Ukończył szkołę średnią i zdobył maturę w Humenné, po czym rozpoczął studia na wydziale filozoficznym Uniwersytetu Komeńskiego w Bratysławie. 2 lata później przeniósł się na Rzymskokatolicki Wydział Teologiczny Świętych Cyryla i Metodego. Święcenia kapłańskie otrzymał 25 czerwca 1961 r. Przez kolejne trzy lata pracował w parafii w Zborovie, a następnie w archiwum diecezjalnym w Koszycach (1964–1975).
Przez kolejne lata nie mógł jawnie wykonywać swoich funkcji kapłańskich wobec braku zezwolenia władz komunistycznych. Pracował więc w zajezdni tramwajowej w Koszycach. Do swoich obowiązków mógł wrócić dopiero w 1983 r. został wtedy proboszczem w Červenicy.
14 lutego 1990 r. został mianowany przez papieża Jana Pawła II biskupem koszyckim. Jego uroczysta konsekracja miała miejsce w katedrze św. Elżbiety. 31 marca 1995 po podniesieniu diecezji koszyckiej do rangi metropolii został jej pierwszym metropolitą. Paliusz odebrał osobiście od papieża 2 czerwca tego samego roku.
W 2003 r. został wybrany wielkim kanclerzem Katolickiego Uniwersytetu w Rużomberku.